# South Hykeham
South Hykeham est une paroisse civile et un village du Lincolnshire, en Angleterre.